# Dwie sieroty (film 1921)
Dwie sieroty (ang. Orphans of the Storm) – amerykański film niemy z 1921 w reżyserii D.W. Griffitha.

## Fabuła
Dwie osierocone siostry znalazły się w środku wrzenia Rewolucji francuskiej, natrafiając na nędzę, ale także miłość.

## Obsada
- Lillian Gish
- Dorothy Gish
- Joseph Schildkraut
- Frank Losee